# Аргон
Аргон (Argonum), Ar е химичен елемент от период 3, химична група 18. Има пореден номер Z = 18 и атомна маса 39,948. Прилага се за електрическите лампи, електролуминесцентни и газонапълнени лампи, за инертна система в металургията, електрониката. Съдържанието на аргон в атмосферата е 1%, което го прави най-често срещания благороден газ на Земята.

## Характеристика
Аргонът има почти същата разтворимост във вода, както и кислородът, и е около 2,5 пъти по-разтворим от азота. Този изключително стабилен елемент е без цвят, миризма, вкус и не е отровен както във водния си разтвор, така и в газообразен вид. Аргонът е инертен при почти всяка температура и не образува точно определени стабилни съединения при стайна температура.

## Приложение
- като работен газ в плазмените технологии;
- в криохирургията за унищожаване на ракови клетки;
- за аргонови лазери;
- поради инертните си свойства се използва в музеите за запазване на важни документи и предмети от стареене;
- използва се в производството на вино за третиране на съдовете, в които то се съхранява. Отнема кислорода от тях и по този начин предотвратява превръщането на виното в оцет;
- като защитна среда при заваряване (дъгово, лазерно, контактно и др.) както на метали (например, на титан) – metal, Inert Gas (MIG), също и при заваряване с нетопим волфрамов електрод (Wolfram Inert Gas, WIG), така и на неметали;
- в металургичната и химичната промишленост;
- за рекламни светлини (аргонът дава синия цвят);
- аргон в смес с азот се използва за пълнене на електрически лампи;

## История
За първи път Хенри Кавендиш предполага за съществуването му във въздуха през 1785 г., но е открит едва през 1894 от лорд Рейли и сър Уилиям Рамзи. Той е първият открит благороден газ.

## Разпространение
Аргонът заема 0,934 обемни процента от въздуха.